# Laguna de los Prados
La laguna de los Prados es una laguna de la cuenca del Guadalhorce, situada al oeste de la ciudad de Málaga (España), en el distrito de Churriana. Ocupa una superficie de algo más de 16 hectáreas en  un entorno muy transformado, inmerso en un polígono industrial y rodeado de diversas vías de comunicación, entre ellas la línea del Tren de Alta Velocidad.
La laguna formaba parte de un humedal más extenso que constituía una zona de inundación durante las crecidas del Guadalhorce. Este proceso natural se halla alterado debido a la urbanización del entorno y al encauzamiento del río, por lo que la laguna depende de la pluviometría y se comporta como un humedal estacional. Gran parte del humedal ha sido utilizado para el vertido de escombros y ha sido desecado para la construcción de naves industriales.
El humedal presenta formaciones de orla, constituidas en su mayor parte por un extenso tarayal de Tamarix gallica y Tamarix africana, que son sustituidas en algunas partes por cañaverales de Arundo donax. También aparecen rodales de Typha angustifolia, Phragmites australis y Scirpus maritimus. La vegetación de Juncus subulatus ha sido desplazada a un área periférica del humedal por especies más agresivas.
Entre la fauna se han encontrado dos especies de anfibios: la rana común y la ranita merididonal; 11 especies de reptiles, como la galápago leproso y la culebra viperina; 13 especies de mamíferos; y hasta 164 especies de aves.